# Tessaropa mineira
Tessaropa mineira là một loài bọ cánh cứng trong họ Cerambycidae.